# Мали Београд (Нови Сад)
Мали Београд је градска четврт Новог Сада. Налази се на северној обали канала Дунав—Тиса—Дунав.

## Положај насеља
Насеље се налази у северном делу града, између Видовданског Насеља и Слане Баре на западу, Великог Рита и Мишиног Салаша на северу, Радне зоне север 4 односно нафтне рафинерије на истоку и Подбаре на југу, преко канала.
Према једном тумачењу, западну границу Малог Београда према Видовданском Насељу чине Темеринска улица и Темерински пут, док према другом тумачењу, ову границу чини улица Емануила Јанковића, затим улица Живојина Ћулума и само мањим делом Темерински пут. Јужну границу насеља чини канал Дунав—Тиса—Дунав, источну границу чини пут Нови Сад-Зрењанин, док северну границу чини планирани продужетак улице Отокара Кершованија.
У административном смислу, насеље је део месне заједнице „Видовданско Насеље“.

## Историја
До тридесетих година 20. века на овом простору су се, уз неколико салаша, налазила гувна салајачких и подбарских паора, који су ту држали камаре сламе и стогове сена за стоку. После Првог светског рата, градска управа је овде доделила досељеним добровољцима плацеве за изградњу породичних приземних кућа. Први становници насеља, желећи да то постане узорни део града, назвали су га Мали Београд.
За време мађарске окупације (1941-1944), становници су са својим породицама пребегли у Срем и Србију, а неки су се вратили у Босну. Већина се укључила у народноослободилачки покрет, а 15 становника насеља је погинуло у борби. После ослобођења, већина преживелих вратила се овамо и наставила живот у насељу.
Педесетих година насеље је почело да се шири, јер су новопридошли становници града подизали овде породичне куће. Већ 1961. године било је у насељу 87 кућа. У план града насеље је унесено први пут 1972. године, у саставу месне заједнице „Видовданско насеље“, али је и даље било скоро без икакве инфраструктуре. Временом је у већем делу насеља спроведена струја, изграђени тротоари и коловози, уведено улично осветљење, а 1994. године је донесен и урбанистички план за овај део града. Тако Мали Београд легално добија водовод и канализацију, а уводи се и гас.
Крајем 20. века куће овде највише граде избеглице из Хрватске и Босне.

## Становништво
1999. године је у насељу било преко 500 кућа и око 1.500 становника.

## Привреда
Четири продавнице мешовите робе опслужују грађане намирницама и другим потрепштинама. У насељу постоји и једна грађара, која задовољава основне потребе у грађењу кућа, а отворена је и занатска радионица за израду пећи.

## Медији
У насељу се налази објекат телевизијске куће „Канал 9".

## Спорт
У насељу се налази фудбалско игралиште клуба „Црвена звезда“, а постоји и стрелиште.

## Даљи развој насеља
Насеље још није добило своју коначну физиономију и рачуна се да ће се оно даље ширити према северу, до Мишиног Салаша, и према истоку, дуж канала, као и да ће се у њему постепено изграђивати пратећи објекти, као што су школа, дечји вртић, здравствена станица, итд.